# Segmento S
O segmento S é uma marcação europeia para os carros esportivos, definida pela Comissão Europeia.

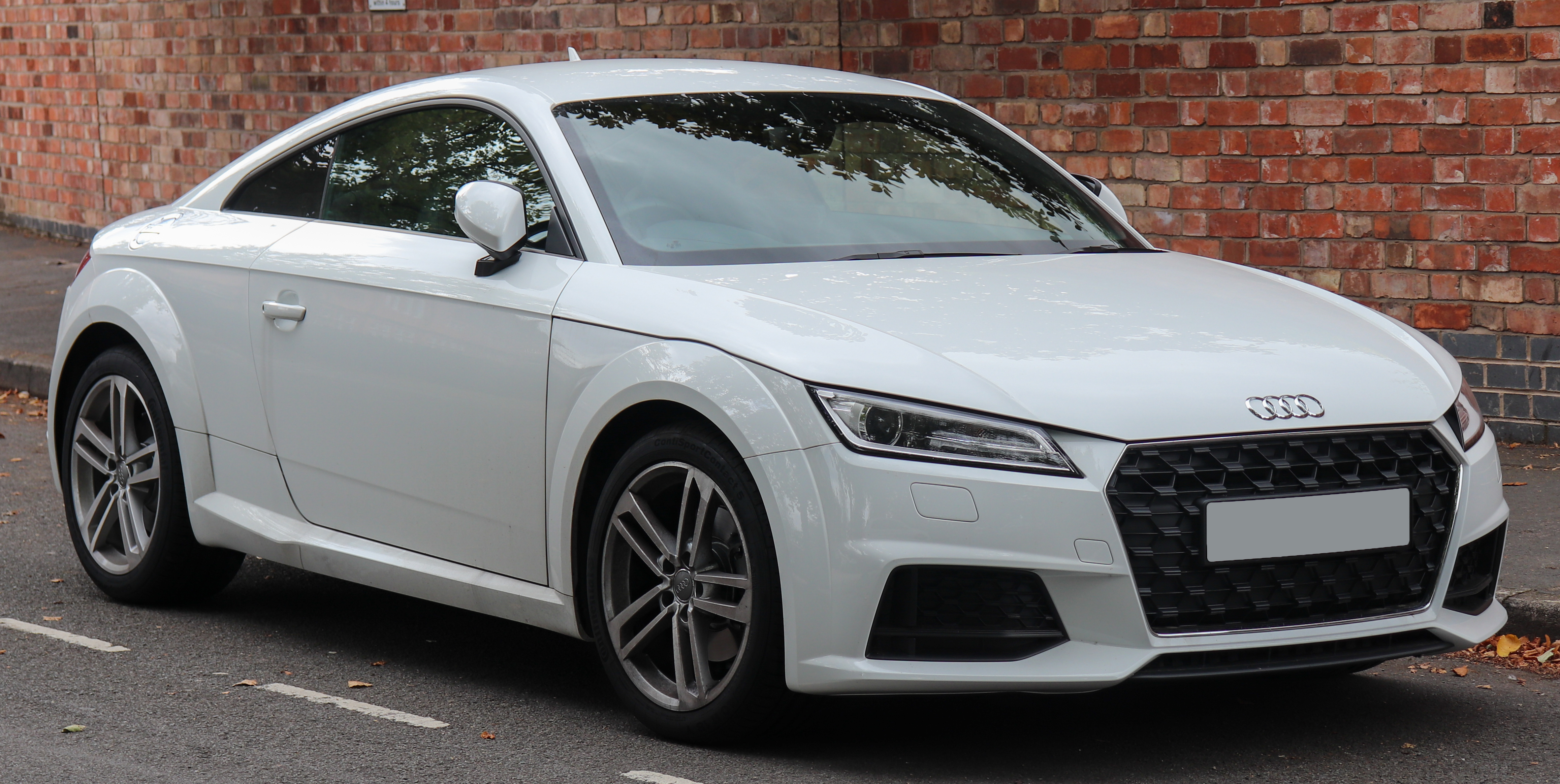
Audi TT
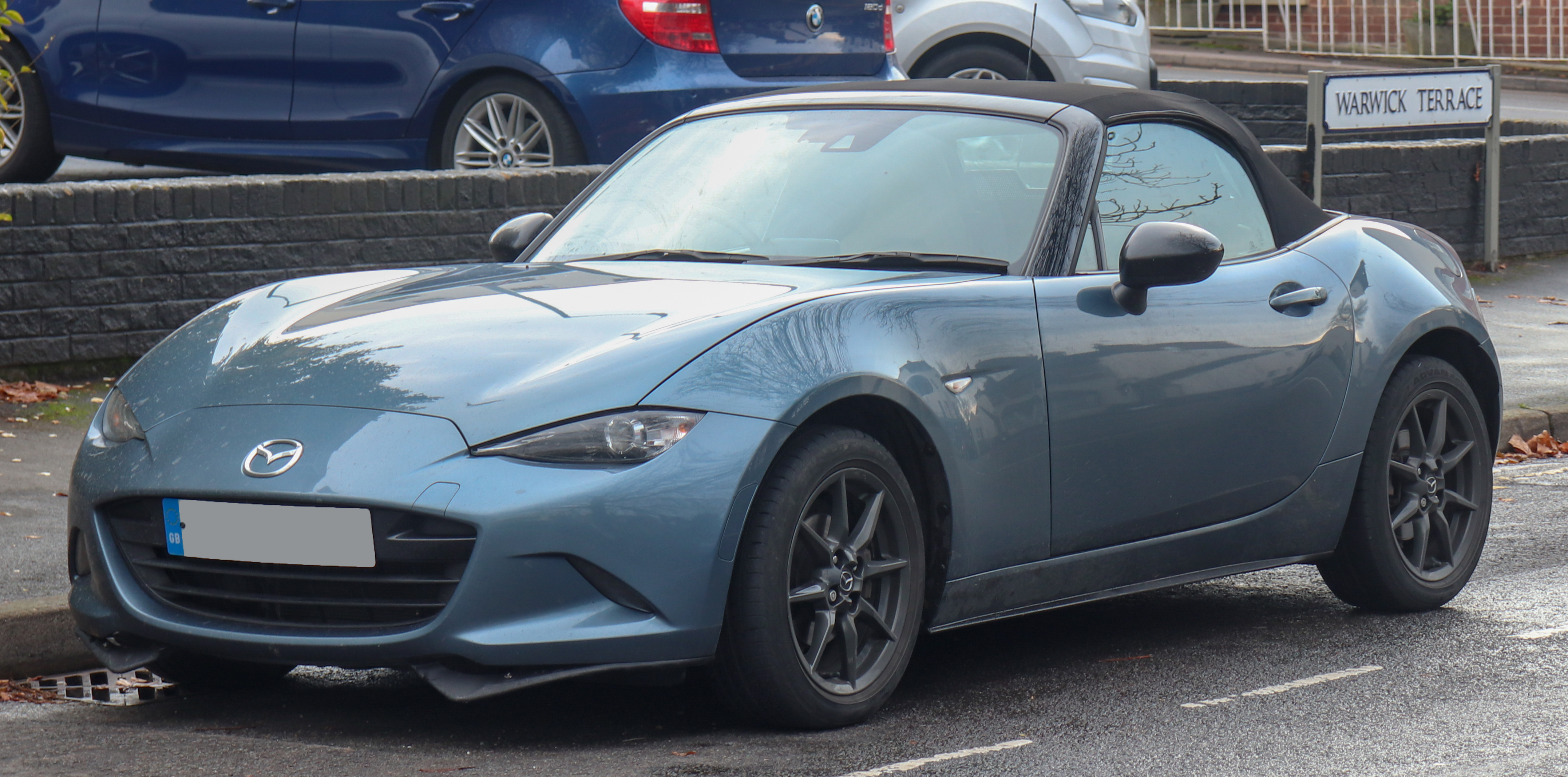
Mazda MX-5
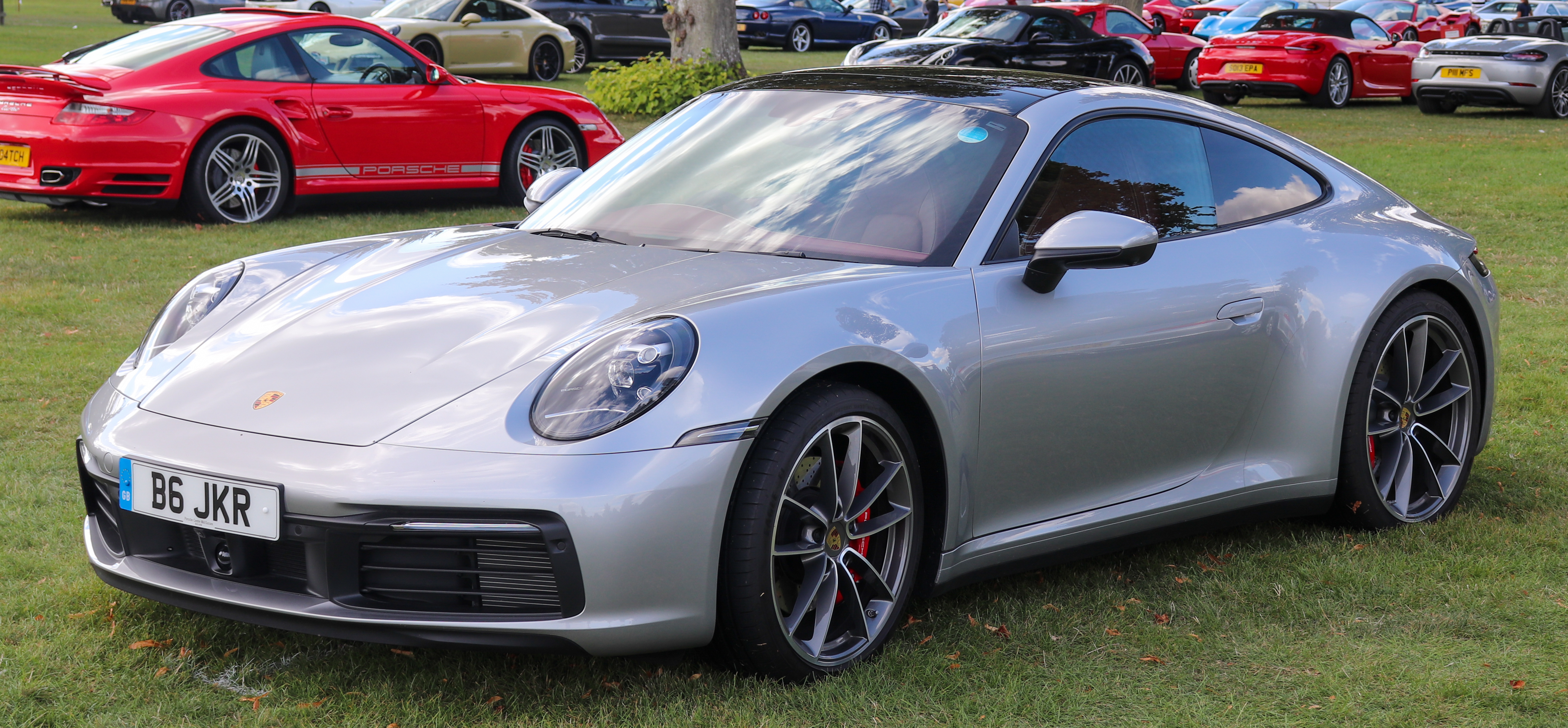
Porsche 911
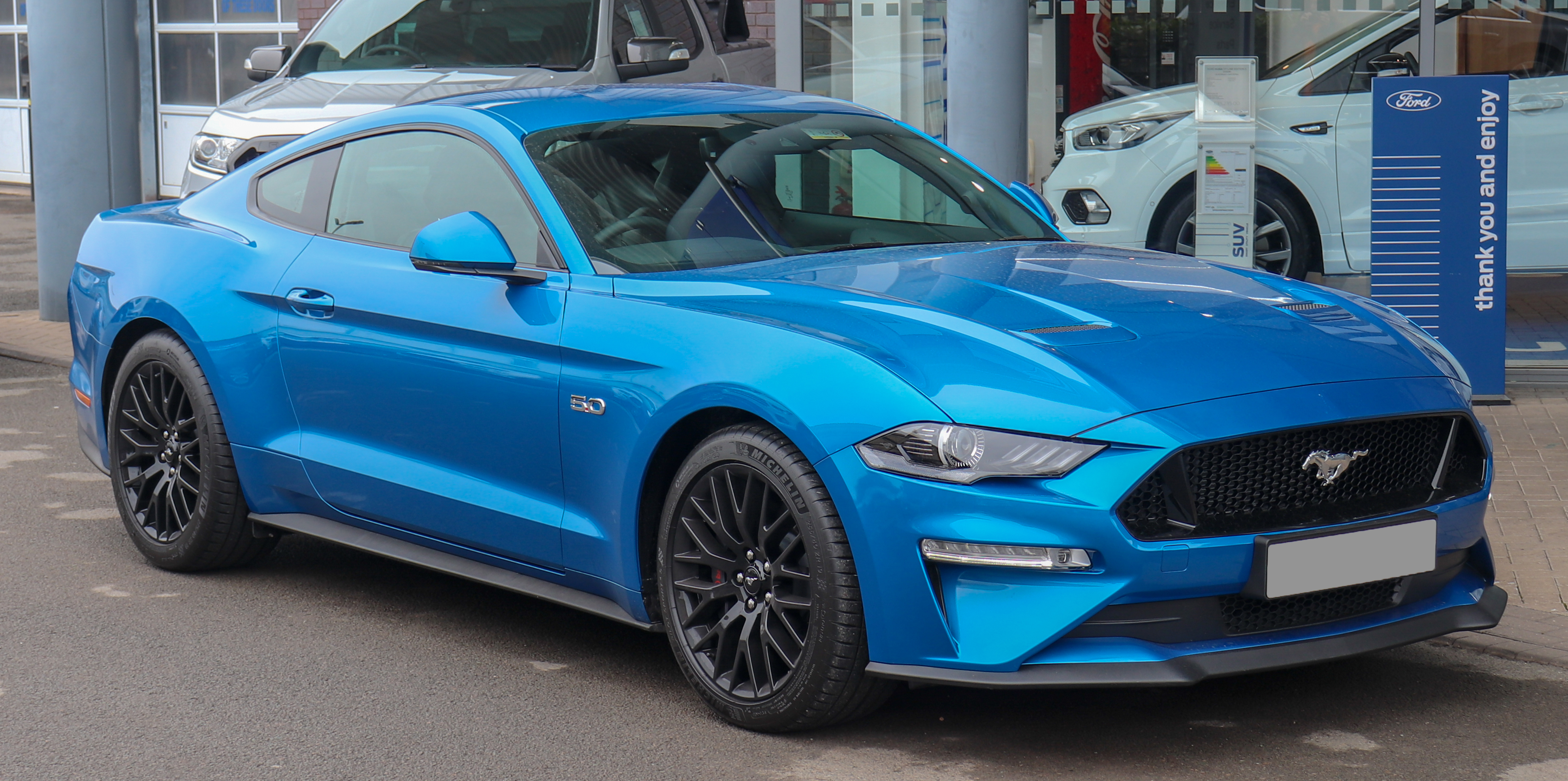
Ford Mustang

## Características
Os carros do segmento S têm uma aparência esportiva e geralmente são projetados para ter dirigibilidade superior e/ou aceleração em linha reta em comparação com outros segmentos. Os estilos de carroceria mais comuns para carros do segmento S são de cupê e conversível/descapotável. A acomodação do passageiro traseiro não é uma prioridade para carros do segmento S, portanto, muitos modelos são carros de dois lugares ou têm um layout 2+2 com assentos traseiros relativamente apertados.
Os carros mais recentes do segmento S usam o design comum do motor dianteiro (com tração dianteira, tração traseira ou tração 4x4), no entanto, a maioria dos carros com design de motor central ou traseiro pertence ao segmento S.